# Euroseries 3000 2006
La  stagione 2006 dell'Euroseries 3000 fu disputata su 18 gare, due per ognuno dei 9 weekend di gara. La serie vide la partecipazione di 29 piloti e 11 team. S'impose Giacomo Ricci della FMS International.

## La pre-stagione

### Calendario
La prima bozza di calendario venne resa nota nel novembre 2005. Le date vennero rese note a gennaio 2006. Successivamente la data di Monza venne cancellata per problemi organizzativi e sostituita con una gara ad Adria.
| Gara | Gara | Circuito                             | Giri | Lunghezza | Data         |
| ---- | ---- | ------------------------------------ | ---- | --------- | ------------ |
| 1    | G1   | Adria International Raceway          | 23   |           | 8 aprile     |
| 1    | G2   | Adria International Raceway          | 30   |           | 9 aprile     |
| 2    | G1   | Autodromo Enzo e Dino Ferrari, Imola | 14   |           | 6 maggio     |
| 2    | G2   | Autodromo Enzo e Dino Ferrari, Imola | 18   |           | 7 maggio     |
| 3    | G1   | Circuito di Spa-Francorchamps        | 10   |           | 3 giugno     |
| 3    | G2   | Circuito di Spa-Francorchamps        | 14   |           | 4 giugno     |
| 4    | G1   | Hungaroring                          | 15   |           | 17 giugno    |
| 4    | G2   | Hungaroring                          | 18   |           | 18 giugno    |
| 5    | G1   | Autodromo Internazionale del Mugello | 13   |           | 23 luglio    |
| 5    | G2   | Autodromo Internazionale del Mugello | 16   |           | 23 luglio    |
| 6    | G1   | Circuito di Silverstone              |      |           | 13 agosto    |
| 6    | G2   | Circuito di Silverstone              |      |           | 13 agosto    |
| 7    | G1   | Circuit de Catalunya, Barcellona     | 22   |           | 23 settembre |
| 7    | G2   | Circuit de Catalunya, Barcellona     |      |           | 24 settembre |
| 8    | G1   | Autodromo Vallelunga                 | 16   |           | 15 ottobre   |
| 8    | G2   | Autodromo Vallelunga                 | 20   |           | 15 ottobre   |
| 9    | G1   | Misano World Circuit                 |      |           | 22 ottobre   |
| 9    | G2   | Misano World Circuit                 |      |           | 22 ottobre   |

- Con sfondo verde sono indicate le gare valide per il Campionato Italiano di Formula 3000.

### Test collettivi
| Data        | Circuito                    | Pilota più rapido | Team              | Tempo    | Giri |
| ----------- | --------------------------- | ----------------- | ----------------- | -------- | ---- |
| 16 febbraio | Misano World Circuit        | Marco Bonanomi    | FMS International | 1:21.3   |      |
| 17 febbraio | Misano World Circuit        | Marco Bonanomi    | FMS International | 1:20.621 |      |
| 7 aprile    | Adria International Raceway | Marco Bonanomi    | FMS International | 1:07.25  |      |

## Piloti e team
| Team                      | Telaio | No. | Pilota              | Gare     |
| ------------------------- | ------ | --- | ------------------- | -------- |
| FMS International         | B02/50 | 1   | Marco Bonanomi      | Tutte    |
| FMS International         | B02/50 | 2   | Giacomo Ricci       | Tutte    |
| FMS International         | B02/50 | 3   | Paolo Maria Nocera  | 1-6      |
| FMS International         | B02/50 | 3   | Marco Mocci         | 8-9      |
| Minardi by GP Racing      | B02/50 | 4   | Tuka Rocha          | 1        |
| Minardi by GP Racing      | B02/50 | 4   | Roldán Rodríguez    | 2-8      |
| Minardi by GP Racing      | B02/50 | 4   | Diego Nunes         | 9        |
| Minardi by GP Racing      | B02/50 | 5   | Juan Cáceres        | 1-6      |
| Minardi by GP Racing      | B02/50 | 5   | Davide Rigon        | 7        |
| Minardi by GP Racing      | B02/50 | 5   | Fausto Ippoliti     | 8-9      |
| Minardi by GP Racing      | B02/50 | 6   | Tuka Rocha          | 5-9      |
| Team Astromega            | B02/50 | 7   | Oliver Martini      | 2        |
| Team Astromega            | B02/50 | 7   | Jason Tahincioglu   | 3        |
| Team Astromega            | B02/50 | 8   | Tuka Rocha          | 3        |
| Auto Sport Racing         | B02/50 | 9   | Gavin Cronje        | Tutte    |
| Auto Sport Racing         | B02/50 | 10  | Stefano Gattuso     | 1-7      |
| Avelon Formula            | B02/50 | 11  | Oliver Martini      | 1, 3-6   |
| Avelon Formula            | B02/50 | 11  | Fausto Ippoliti     | 2        |
| Avelon Formula            | B02/50 | 11  | Stefano Attianese   | 8        |
| Avelon Formula            | B02/50 | 12  | Ivan Bellarosa      | Tutte    |
| Vanni Racing/Traini Corse | B02/50 | 14  | Matteo Cressoni     | Tutte    |
| Vanni Racing/Traini Corse | B99/50 | 15  | Tuka Rocha          | 2, 4     |
| Vanni Racing/Traini Corse | B02/50 | 15  | Glauco Soleri       | 5        |
| Vanni Racing/Traini Corse | B02/50 | 15  | Alex Ciompi         | 6-7      |
| Coloni Rookies Team       | B02/50 | 16  | Johnny Cecotto, Jr. | 7        |
| Coloni Rookies Team       | B02/50 | 16  | Frankie Provenzano  | 8        |
| Coloni Rookies Team       | B02/50 | 16  | Bianca Steiner      | 9        |
| Euronova Racing           | B02/50 | 18  | Marcello Puglisi    | 1-4      |
| Euronova Racing           | B02/50 | 18  | Jérôme d'Ambrosio   | 5-9      |
| Euronova Racing           | B02/50 | 19  | Vitalij Petrov      | Tutte    |
| Euronova Racing           | B02/50 | 20  | Francesco Dracone   | 1-2, 5-9 |
| Scuderia Famà             | B99/50 | 22  | Gluaco Soleri       | 1-2      |
| Facodini Racing           | B99/50 | 24  | Leandro Romano      | 2, 9     |
| Facodini Racing           | B99/50 | 25  | Gianmaria Gabbiani  | 8        |
| Szasz Motorsport          | B99/50 | 26  | Laszlo Szasz        | 4        |

- Tutti utilizzano vetture Lola, spinte da motori Zytek.

## Risultati e classifiche

### Risultati
| Gara | Gara | Circuito    | Tempo     | Velocità | Pole Position    | GPV               | Vincitore        | Team                 |
| ---- | ---- | ----------- | --------- | -------- | ---------------- | ----------------- | ---------------- | -------------------- |
| 1    | G1   | Adria       | 26:51.537 |          | Marco Bonanomi   | Marco Bonanomi    | Marco Bonanomi   | FMS International    |
| 1    | G2   | Adria       | 34:53.011 |          |                  | Giacomo Ricci     | Giacomo Ricci    | FMS International    |
| 2    | G1   | Imola       | 23:49.125 |          | Marco Bonanomi   | Giacomo Ricci     | Giacomo Ricci    | FMS International    |
| 2    | G2   | Imola       | 30:55.771 |          |                  | Giacomo Ricci     | Giacomo Ricci    | FMS International    |
| 3    | G1   | Spa         | 25:06.229 |          | Marco Bonanomi   | Marco Bonanomi    | Marco Bonanomi   | FMS International    |
| 3    | G2   | Spa         | 34:09.536 |          |                  | Roldán Rodríguez  | Giacomo Ricci    | FMS International    |
| 4    | G1   | Hungaroring | 24:27.460 |          | Marco Bonanomi   | Giacomo Ricci     | Marco Bonanomi   | FMS International    |
| 4    | G2   | Hungaroring | 29:51.481 |          |                  | Marco Bonanomi    | Vitalij Petrov   | Euronova Racing      |
| 5    | G1   | Mugello     | 22:24.992 |          | Marco Bonanomi   | Marco Bonanomi    | Marco Bonanomi   | FMS International    |
| 5    | G2   | Mugello     | 27:58.324 |          |                  | Giacomo Ricci     | Vitalij Petrov   | Euronova Racing      |
| 6    | G1   | Silverstone | 33:03.009 |          | Marco Bonanomi   | Vitalij Petrov    | Vitalij Petrov   | Euronova Racing      |
| 6    | G2   | Silverstone | 31:50.305 |          |                  | Giacomo Ricci     | Tuka Rocha       | Minardi by GP Racing |
| 7    | G1   | Barcellona  | 30:30.945 |          | Roldán Rodríguez | Jérôme d'Ambrosio | Roldán Rodríguez | Minardi by GP Racing |
| 7    | G2   | Barcellona  |           |          |                  | Vitalij Petrov    | Vitalij Petrov   | Euronova Racing      |
| 8    | G1   | Vallelunga  | 22:57.523 |          | Roldán Rodríguez | Marco Bonanomi    | Marco Bonanomi   | FMS International    |
| 8    | G2   | Vallelunga  | 29:01.410 |          |                  | Roldán Rodríguez  | Fausto Ippoliti  | Minardi by GP Racing |
| 9    | G1   | Misano      | 23:00.165 |          | Giacomo Ricci    | Giacomo Ricci     | Giacomo Ricci    | FMS International    |
| 9    | G2   | Misano      | 28:03.020 |          |                  | Marco Bonanomi    | Marco Bonanomi   | FMS International    |

- Con sfondo verde le gare valide per il titolo italiano di F3000

### Classifica piloti
- I punti sono assegnati secondo il seguente schema:

| Sistema di punteggio | Sistema di punteggio | Sistema di punteggio | Sistema di punteggio | Sistema di punteggio | Sistema di punteggio | Sistema di punteggio | Sistema di punteggio | Sistema di punteggio | Sistema di punteggio | Sistema di punteggio |
| Posizione            | 1°                   | 2°                   | 3°                   | 4°                   | 5°                   | 6°                   | 7°                   | 8°                   | Pole Position        | GPV                  |
| -------------------- | -------------------- | -------------------- | -------------------- | -------------------- | -------------------- | -------------------- | -------------------- | -------------------- | -------------------- | -------------------- |
| Gara 1               | 10                   | 8                    | 6                    | 5                    | 4                    | 3                    | 2                    | 1                    | 1                    | 1                    |
| Gara 2               | 6                    | 5                    | 4                    | 3                    | 2                    | 1                    |                      |                      |                      | 1                    |

| Pos | Pilota              | ADR FEA | ADR SPR | IMO FEA | IMO SPR | SPA FEA | SPA SPR | HUN FEA | HUN SPR | MUG FEA | MUG SPR | SIL FEA | SIL SPR | CAT FEA | CAT SPR | VAL FEA | VAL SPR | MIS FEA | MIS SPR | Punti |
| --- | ------------------- | ------- | ------- | ------- | ------- | ------- | ------- | ------- | ------- | ------- | ------- | ------- | ------- | ------- | ------- | ------- | ------- | ------- | ------- | ----- |
| 1   | Giacomo Ricci       | 5       | 1       | 1       | 1       | 2       | 1       | 2       | 4       | 3       | 3       | 3       | 11      | 2       | Rit     | 5       | 3       | 1       | 2       | 106   |
| 2   | Marco Bonanomi      | 1       | 5       | 2       | 2       | 1       | Rit     | 1       | 12      | 1       | 8       | 5       | 4       | Rit     | Rit     | 1       | 10      | 5       | 1       | 94    |
| 3   | Vitalij Petrov      | 6       | 11      | NP      | 3       | 9       | 4       | 7       | 1       | 7       | 1       | 1       | Rit     | 3       | 1       | 4       | 2       | 2       | 3       | 72    |
| 4   | Tuka Rocha          | 2       | 6       | 7       | 14      | 10      | Rit     | 3       | 3       | 4       | 6       | 7       | 1       | 5       | 4       | 3       | 4       | Rit     | NP      | 51    |
| 5   | Jérôme d'Ambrosio   |         |         |         |         |         |         |         |         | 5       | Rit     | 2       | 5       | 4       | Rit     | 2       | 5       | 3       | 4       | 39    |
| 6   | Roldán Rodríguez    |         |         | 4       | 5       | 3       | 6       | 11      | 5       | NP      | 9       | 4       | Rit     | 1       | 10      | Rit     | 6       |         |         | 36    |
| 7   | Juan Cáceres        | 4       | 4       | NP      | 7       | 8       | 2       | 4       | 6       | 8       | 5       | 9       | 2       |         |         |         |         |         |         | 28    |
| 8   | Matteo Cressoni     | 9       | Rit     | 6       | Rit     | 7       | 5       | 6       | 11      | 6       | 2       | 6       | 7       | 10      | 3       | 7       | 7       | NP      | NP      | 27    |
| 9   | Oliver Martini      | 7       | 12      | 3       | 8       | SQ      | Rit     | Rit     | 8       | 2       | 4       | 12      | 3       |         |         |         |         |         |         | 23    |
| 10  | Gavin Cronje        | Rit     | 7       | 5       | 9       | 6       | 8       | 8       | 2       | 10      | 11      | 10      | 12      | 8       | 6       | 8       | Rit     | 7       | 5       | 20    |
| 11  | Stefano Gattuso     | 8       | 3       | NP      | Rit     | 4       | 3       | 5       | 7       | Rit     | 10      | 13      | 6       | 9       | 9       |         |         |         |         | 19    |
| 12  | Fausto Ippoliti     |         |         | 10      | 4       |         |         |         |         |         |         |         |         |         |         | 6       | 1       | 6       | Rit     | 15    |
| 13  | Paolo Maria Nocera  | 3       | 2       | Rit     | 6       | SQ      | 7       | 9       | 9       | 9       | 7       | 8       | Rit     |         |         |         |         |         |         | 13    |
| 14  | Davide Rigon        |         |         |         |         |         |         |         |         |         |         |         |         | 6       | 2       |         |         |         |         | 8     |
| 15  | Diego Nunes         |         |         |         |         |         |         |         |         |         |         |         |         |         |         |         |         | 4       | 6       | 6     |
| 16  | Jason Tahincioglu   |         |         |         |         | 5       | 11      |         |         |         |         |         |         |         |         |         |         |         |         | 4     |
| 17  | Johnny Cecotto, Jr. |         |         |         |         |         |         |         |         |         |         |         |         | 11      | 5       |         |         |         |         | 2     |
| 18  | Alex Ciompi         |         |         |         |         |         |         |         |         |         |         | 11      | 8       | 7       | Rit     |         |         |         |         | 2     |
| 19  | Marco Mocci         |         |         |         |         |         |         |         |         |         |         |         |         |         |         | 11      | Rit     | 8       | 7       | 1     |
| 20  | Glauco Solieri      | 11      | 10      | 8       | 12      |         |         |         |         | 12      | 13      |         |         |         |         |         |         |         |         | 1     |
| 21  | Stefano Attianese   |         |         |         |         |         |         |         |         |         |         |         |         |         |         | Ret     | 11      |         |         | 0     |
| 22  | Ivan Bellarosa      | NP      | NP      | Rit     | 10      | Rit     | 9       | 10      | 10      | 11      | Rit     | Rit     | 9       | Rit     | 7       | 9       | 8       | 9       | 8       | 0     |
| 23  | Francesco Dracone   | Rit     | 9       | Rit     | 11      |         |         |         |         | Rit     | 12      | Rit     | 10      | NP      | 8       | 12      | 9       | NP      | NP      | 0     |
| 24  | Frankie Provenzano  |         |         |         |         |         |         |         |         |         |         |         |         |         |         | 10      | Rit     |         |         | 0     |
| 25  | Marcello Puglisi    | 10      | 8       | 9       | Rit     | 12      | 10      | 12      | 13      |         |         |         |         |         |         |         |         |         |         | 0     |
| 26  | Leandro Romano      |         |         | NP      | NP      |         |         |         |         |         |         |         |         |         |         |         |         | Rit     | 10      | 0     |
| 27  | Bianca Steiner      |         |         |         |         |         |         |         |         |         |         |         |         |         |         |         |         | 10      | 9       | 0     |
| 28  | Laszlo Szasz        |         |         |         |         |         |         | 13      | Rit     |         |         |         |         |         |         |         |         |         |         | 0     |
| 29  | Gianmaria Gabbiani  |         |         |         |         |         |         |         |         |         |         |         |         |         |         | Rit     | NP      |         |         | 0     |
| Pos | Pilota              | ADR FEA | ADR SPR | IMO FEA | IMO SPR | SPA FEA | SPA SPR | HUN FEA | HUN SPR | MUG FEA | MUG SPR | SIL FEA | SIL SPR | CAT FEA | CAT SPR | VAL FEA | VAL SPR | MIS FEA | MIS SPR | Punti |

| Colore  | Risultato             |
| ------- | --------------------- |
| Oro     | Vincitore             |
| Argento | 2º posto              |
| Bronzo  | 3º posto              |
| Verde   | Finito a punti        |
| Blu     | Finito senza punti    |
| Viola   | Ritirato (Rit)        |
| Viola   | Non classificato (NC) |
| Rosso   | Non qualificato (NQ)  |
| Nero    | Squalificato (SQ)     |
| Bianco  | Non partito (NP)      |
| Bianco  | Non ha gareggiato     |
| Bianco  | Infortunato (INF)     |
| Bianco  | Escluso (ES)          |
| Bianco  | Gara cancellata (C)   |

### Classifica scuderie
| Pos | Team                 | ADR FEA | ADR SPR | IMO FEA | IMO SPR | SPA FEA | SPA SPR | HUN FEA | HUN SPR | MUG FEA | MUG SPR | SIL FEA | SIL SPR | CAT FEA | CAT SPR | VAL FEA | VAL SPR | MIS FEA | MIS SPR | Punti |
| --- | -------------------- | ------- | ------- | ------- | ------- | ------- | ------- | ------- | ------- | ------- | ------- | ------- | ------- | ------- | ------- | ------- | ------- | ------- | ------- | ----- |
| 1   | FMS International    | 1       | 5       | 2       | 2       | 1       | Rit     | 1       | 12      | 1       | 8       | 5       | 4       | Rit     | Rit     | 1       | 10      | 5       | 1       | 214   |
| 1   | FMS International    | 5       | 1       | 1       | 1       | 2       | 1       | 2       | 4       | 3       | 3       | 3       | 11      | 2       | Rit     | 5       | 3       | 1       | 2       | 214   |
| 2   | Minardi by GP Racing | 2       | 6       | 4       | 5       | 3       | 6       | 11      | 5       | NP      | 9       | 4       | Rit     | 1       | 10      | Rit     | 6       | 4       | 6       | 129   |
| 2   | Minardi by GP Racing | 4       | 4       | NP      | 7       | 8       | 2       | 4       | 6       | 8       | 5       | 9       | 2       | 6       | 2       | 6       | 1       | 6       | Rit     | 129   |
| 3   | Euronova Racing      | 10      | 8       | 9       | Rit     | 12      | 10      | 12      | 13      | 5       | Rit     | 2       | 5       | 4       | Rit     | 2       | 5       | 3       | 4       | 111   |
| 3   | Euronova Racing      | 6       | 11      | NP      | 3       | 9       | 4       | 7       | 1       | 7       | 1       | 1       | Rit     | 3       | 1       | 4       | 2       | 2       | 3       | 111   |
| 4   | Vanni/Traini Racing  | 9       | Rit     | 6       | Rit     | 7       | 5       | 6       | 11      | 6       | 2       | 6       | 7       | 10      | 3       | 7       | 7       | NP      | NP      | 41    |
| 4   | Vanni/Traini Racing  |         |         | 7       | 14      |         |         | 3       | 3       | 12      | 13      | 11      | 8       | 7       | Rit     |         |         |         |         | 41    |
| 5   | Auto Sport Racing    | Rit     | 7       | 5       | 9       | 6       | 8       | 8       | 2       | 10      | 11      | 10      | 12      | 8       | 6       | 8       | Rit     | 7       | 5       | 39    |
| 5   | Auto Sport Racing    | 8       | 3       | NP      | Rit     | 4       | 3       | 5       | 7       | Rit     | 10      | 13      | 6       | 9       | 9       |         |         |         |         | 39    |
| 6   | Avelon Formula       | 7       | 12      | 10      | 4       | SQ      | Rit     | Rit     | 8       | 2       | 4       | 12      | 3       |         |         | Rit     | 11      |         |         | 20    |
| 6   | Avelon Formula       | NP      | NP      | Rit     | 10      | Rit     | 9       | 10      | 10      | 11      | Rit     | Rit     | 9       | Rit     | 7       | 9       | 8       | 9       | 8       | 20    |
| 7   | Team Astromega       |         |         | 3       | 8       | 5       | 11      |         |         |         |         |         |         |         |         |         |         |         |         | 10    |
| 7   | Team Astromega       |         |         |         |         | 10      | Rit     |         |         |         |         |         |         |         |         |         |         |         |         | 10    |
| 8   | Coloni Rookies Team  |         |         |         |         |         |         |         |         |         |         |         |         | 11      | 5       | 10      | Rit     | 10      | 9       | 2     |
| 9   | Scuderia Famà        | 11      | 10      | 8       | 12      |         |         |         |         |         |         |         |         |         |         |         |         |         |         | 1     |
| 10  | Facondini Racing     |         |         | NP      | NP      |         |         |         |         |         |         |         |         |         |         |         |         | Rit     | 10      | 0     |
| 10  | Facondini Racing     |         |         |         |         |         |         |         |         |         |         |         |         |         |         | Rit     | NP      |         |         | 0     |
| 11  | Szasz Motorsport     |         |         |         |         |         |         | 13      | Rit     |         |         |         |         |         |         |         |         |         |         | 0     |
| Pos | Team                 | ADR FEA | ADR SPR | IMO FEA | IMO SPR | SPA FEA | SPA SPR | HUN FEA | HUN SPR | MUG FEA | MUG SPR | SIL FEA | SIL SPR | CAT FEA | CAT SPR | VAL FEA | VAL SPR | MIS FEA | MIS SPR | Punti |

| Colore  | Risultato             |
| ------- | --------------------- |
| Oro     | Vincitore             |
| Argento | 2º posto              |
| Bronzo  | 3º posto              |
| Verde   | Finito a punti        |
| Blu     | Finito senza punti    |
| Viola   | Ritirato (Rit)        |
| Viola   | Non classificato (NC) |
| Rosso   | Non qualificato (NQ)  |
| Nero    | Squalificato (SQ)     |
| Bianco  | Non partito (NP)      |
| Bianco  | Non ha gareggiato     |
| Bianco  | Infortunato (INF)     |
| Bianco  | Escluso (ES)          |
| Bianco  | Gara cancellata (C)   |